# Tuija Hyyrynen
Tuija Annika Hyyrynen (* 10. März 1988) ist eine finnische ehemalige Fußballspielerin. Die Abwehrspielerin stand zuletzt bei Juventus Turin unter Vertrag und spielte von 2007 bis 2022 für die finnische Nationalmannschaft.

## Karriere

### Vereine
Hyyrynen begann ihre Karriere bei HJK Helsinki und gewann mit dem Verein 2005 die Finnische Meisterschaft. Nach einem Abstecher in die USA und der Rückkehr nach Finnland, wo sie 2010 noch vier Ligaspiele und zwei Spiele in der UEFA Women’s Champions League 2010/11 (0:9 und 0:6 gegen 1. FFC Turbine Potsdam) für Åland United bestritt, wechselte sie zur Saison 2011 in die schwedische Liga zu Umeå IK. Nach fünf Spielzeiten in Schweden ging es nach Dänemark zu Fortuna Hjørring. Für die Däninnen kam sie in der UEFA Women’s Champions League 2016/17 zu sechs Einsätzen, die mit zwei 0:1-Niederlagen im Viertelfinale gegen Manchester City endeten. Im August 2017 ging es in den Süden zu Juventus Turin, wo sie mithalf die ersten beiden Meisterschaften im Frauenfußball für die neu gegründete Frauenabteilung des italienischen Rekordmeisters der Männer zu gewinnen. Die ersten Auftritte in der UEFA Women’s Champions League 2018/19 und 2019/20 endeten dagegen bereits nach jeweils zwei Spielen im Sechzehntelfinale. In der UEFA Women’s Champions League 2021/22 erreichte sie nach einer erfolgreichen Qualifikation die erstmals ausgetragene Gruppenphase, in der sie zusammen mit dem VfL Wolfsburg und den Chelsea FC Women punktgleich waren, aber dank der etwas besseren Tordifferenz vor den Vorjahresfinalistinnen Gruppenzweite wurden und damit das Viertelfinale gegen Rekordsieger Olympique Lyon erreichten. Nach einem 2:1-Heimsieg verloren sie das Rückspiel mit 1:3.
Nach der Saison 2021/22 beendete sie ihre Karriere.

### Nationalmannschaft
Am 30. Juni 2004 spielte erstmals international für Finnland. Ihr Debüt in der A-Nationalmannschaft gab sie im September 2007 gegen Schottland. 2009 gehörte sie zum Kader für die EM in ihrer Heimat. Sie wurde im dritten Gruppenspiel gegen die Ukraine und im mit 2:3 gegen den späteren Finalisten England verlorenen Viertelfinale eingesetzt. In der Qualifikation für die WM 2011 hatte sie sieben Einsätze, scheiterte mit ihrer Mannschaft aber an Italien. Sie hatten zwar in Italien ein 1:1 erreicht, verloren aber am vorletzten Spieltag mit 1:3 daheim gegen die Italienerinnen, die allerdings in der Play-off-Phase an Frankreich scheiterten. In der Qualifikation für die EM 2013 lief es besser und die Finninnen konnten sich durch den Gruppensieg direkt für die Endrunde in Schweden qualifizieren. Hier kam sie in den drei Gruppenspielen zum Einsatz, in denen sie zwar nur gegen Gastgeber Schweden mit 0:5 verloren. Die beiden Remis gegen Dänemark und Italien genügten aber nicht um die Vorrunde zu überstehen. Durch die schlechtere Tordifferenz wurden sie nur Vierte. Die Qualifikation für die WM 2015 schlossen die Finninnen hinter Frankreich und den punktgleichen Österreicherinnen, die in den beiden Spielen gegen die Finninen ein Tor mehr geschossen hatten, als Gruppendritte ab. Die Qualifikation für die EM 2017 verlief ebenso enttäuschend. Als einziger Teilnehmer von 2013 konnte sich Finnland nicht qualifizieren. Hinter den beiden iberischen Mannschaften Spanien und Portugal wurde nur der dritte Platz belegt. Entscheidend war dabei ein torloses Remis im Heimspiel gegen die Portugiesinnen, die ihr Heimspiel gegen die Finninnen mit 3:2 gewinnen konnten und sich über die Playoffs dann den letzten Startplatz bei der Endrunde sichern konnten und erstmals teilnahmen. Hyyrynen kam in sieben der acht Gruppenspiele zum Einsatz. Sieben Einsätze hatte sie auch in der Qualifikation für die WM 2019, die erneut auf dem dritten Platz endete – diesmal hinter Spanien und Österreich.
Im ersten Spiel nach der WM-Qualifikation am 4. Oktober 2018 wurde sie beim Vier-Nationen-Turnier in China gegen Thailand zu Beginn der zweiten Halbzeit zu ihrem 100. Länderspiel eingewechselt.
In der Qualifikation für die EM 2022 hatte sie fünf Einsätze. Die Finninnen konnten sich als Gruppensiegerinnen zum dritten Mal für die Endrunde qualifizieren, die sie 2013 verpasst hatten. In den ersten sechs Spielen der Qualifikation für die WM 2023 wurde sie fünfmal eingesetzt. Am 9. Juni 2022 wurde sie für die EM-Endrunde nominiert. Bei der Endrunde hatte sie einen Einsatz im ersten Gruppenspiel gegen Spanien, das mit 1:4 verloren wurde. Es war ihr letztes von 121 Länderspielen. Nach zwei weiteren Niederlagen schieden die Finninnen aus.

## Erfolge
- 2005: Finnische Meisterschaft (mit HJK)
- 2006, 2007, 2008 Finnischer Pokal (mit HJK)
- 2017/18, 2018/19, 2019/20, 2020/21 und 2021/22: Italienische Meisterschaft
- 2018/19 und 2021/22: Italienischer Pokal
- 2019, 2020 und 2021: Italienischer Supercup